# Abwärtswandler

Schaltungsschema eines Abwärtswandlers. Beim Betrieb erfolgt die Speisung von einer an der linken Seite angeschlossenen Spannungsquelle der Spannung U_{E}, während eine an der rechten Seite angeschlossene Last die Spannung U_{A} erhält; beide sind hier nicht eingezeichnet.

Der Abwärtswandler, auch Tiefsetzsteller, Abwärtsregler, englisch step-down converter oder buck converter, ist in der Elektronik eine Form von schaltendem Gleichspannungswandler. Die Ausgangsspannung UA ist stets kleiner gleich dem Betrag der Eingangsspannung UE.

## Aufbau und Funktion
Der Schalter S (meist ein Transistor) wird von einer im Bild nicht dargestellten Steuerung regelmäßig ein- und ausgeschaltet; üblicherweise werden einige hundert bis mehrere Millionen Schaltzyklen je Sekunde durchgeführt. Die Ausgangsgröße kann durch Steuerung der Ein- und Ausschaltzeiten des Schalters S eingestellt werden. Diese Steuerung erfolgt üblicherweise durch einen Regler, um Ausgangsspannung oder -strom auf einem gewünschten Wert zu halten.
Während der Einschaltzeit Te fließt der Laststrom durch die Spule L und durch den Verbraucher; die Diode D sperrt. Während der Ausschaltphase Ta wird die in der Spule gespeicherte Energie abgebaut: Der Strom durch Spule und Verbraucher fließt erstmal weiter, nun jedoch durch die Diode D. Der Kondensator C stützt die Ausgangsspannung. Dadurch wird elektrische Energie von der links angeschlossenen Spannungsquelle zur rechts angeschlossenen Last transferiert. Die beiden Energiespeicher Spule und Kondensator ermöglichen die Versorgung der Last in den Phasen, in denen der Schalter geöffnet ist. Die Induktivität der Spule L hält die höhere Eingangsspannung von der Last fern.
Die Spule L und der Kondensator C bilden einen Tiefpass zweiter Ordnung. Effektiv wird die Abwärtswandlung dadurch erreicht, dass aus der durch das Schalten entstehenden Rechteckspannung der Wechselanteil weggefiltert wird. Wie hoch der übrigbleibende Gleichanteil ist, kann durch das Tastverhältnis eingestellt werden.

### Lückender und nichtlückender Betrieb
Im nichtlückenden Betrieb (englisch Continuous Current Mode (CCM), kontinuierlicher Betrieb) hört der Strom durch die Spule während des gesamten Zyklus niemals auf zu fließen; der Schalter wird bereits erneut geschlossen, ehe die gespeicherte magnetische Energie vollständig abgebaut ist. Im Gegensatz dazu steht der lückende Betrieb (englisch Discontinuous Current Mode (DCM), Lückbetrieb), bei dem der Strom durch die Spule regelmäßig während jedes Zyklus auf Null absinkt. Hierbei kann der Zyklus zeitlich in eine dritte Phase eingeteilt werden: Zu den auch im nichtlückenden Betrieb auftretenden Phasen der Energiespeicherung (bei geschlossenem Schalter) und der Energiefreisetzung kommt die Lück-Phase ohne Strom durch die Spule, in der die angeschlossene Last ausschließlich aus dem Kondensator C versorgt wird.
Ob ein kontinuierlicher oder ein lückender Betrieb vorliegt, hängt von Induktivität, Schaltfrequenz, Eingangsspannung, Ausgangsspannung und dem fließenden Ausgangsstrom ab. Da sich diese Parameter teilweise rasch ändern können, muss im Allgemeinen bei der Auslegung der Schaltung, insbesondere eines Reglers, der Übergang zwischen den beiden Betriebsarten berücksichtigt (z. B. verhindert) werden. Die beiden Betriebsarten unterscheiden sich hinsichtlich der Steuerkennlinie, also der Abhängigkeit der Ausgangsspannung vom Tastgrad (s. u.), sowie in Bezug auf die Störausstrahlung.

## Regelung/Steuerung

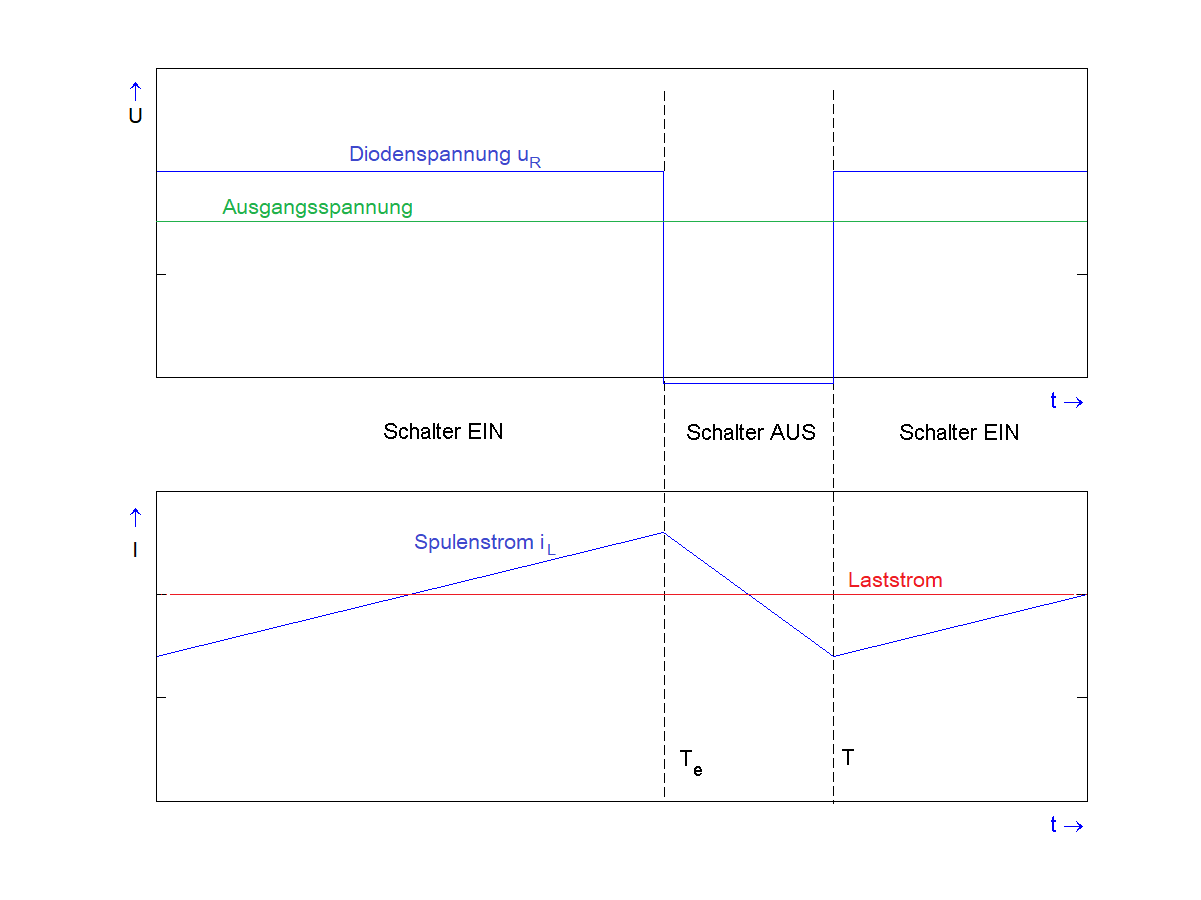
Funktion des Abwärtswandlers

Für die Regelung der Ausgangsspannung gibt es verschiedene Verfahren, von denen im Folgenden die Pulsdauermodulation (PDM) im nichtlückenden Betrieb (kontinuierlicher Betrieb bzw. Continuous Current Mode) exemplarisch dargestellt wird.
Bei der Pulsdauermodulation gibt es eine festgelegte Schaltfrequenz bzw. Periodendauer T. Der Schalter S schaltet während der gesamten Periode T nur für die Zeit Te < T durch. Der Bruchteil
{\displaystyle d={\frac {T_{e}}{T}}}
wird Tastgrad genannt.
Näherungsweise bzw. bei idealen Bauteilen gilt der Zusammenhang
{\displaystyle U_{\mathrm {A} }=U_{\mathrm {E} }\cdot d}.

### Spannungs- und Stromverlauf
In nebenstehender Grafik sind die Spannungs- und Stromverläufe des Abwärtswandlers während etwa eineinhalb Perioden aufgezeigt; es wird der eingeschwungene Zustand dargestellt. Der Strom in der Spule {\displaystyle i_{L}} pendelt immer um den Mittelwert {\displaystyle I_{L,av}} (rote Linie, Laststrom) und sinkt nie auf Null ab. Der Kondensator C sei so groß, dass die Ausgangsspannung (grüne Linie) über den betrachteten Zeitraum der Periodendauer als konstant betrachtet werden kann.
Der Spulenstrom beträgt allgemein:
{\displaystyle i_{L}={\frac {1}{L}}\int u_{L}\,\mathrm {d} t+I_{0}}
Während der Einschaltphase wird der magnetische Speicher (die Spule) geladen. Der Strom {\displaystyle i_{L}} steigt linear an.
Die Spulenspannung ist während der Einschaltzeit die Differenz zwischen Ein- und Ausgangsspannung:
{\displaystyle u_{L}=U_{\mathrm {E} }-U_{\mathrm {A} }}
und ist näherungsweise konstant, die Diode sperrt.

In der darauffolgenden Ausschaltzeit liegt die Ausgangsspannung an der Spule an:
{\displaystyle u_{L}=-U_{\mathrm {A} }}
Das obige Integral ist nun negativ und der Spulenstrom nimmt linear ab, da die Polarität der Spulenspannung nun gewechselt hat. Danach wiederholt sich der gesamte Vorgang.
Der Gleichstromanteil des Spulenstromes wird auch Biasstrom genannt und darf den Kern der Spule nicht sättigen, weshalb jener einen Luftspalt hat. Der Gleichstromanteil ist die Integrationskonstante {\displaystyle I_{0}} im obigen Integral.
Der Wechselstromanteil in der Spule und auch am Eingang wird Rippelstrom genannt.
Anhand der Grafik ist gut erkennbar, dass der nichtlückende Betrieb bei sinkendem Laststrom nicht aufrechterhalten werden kann, da der Spulenstrom aufgrund der Diode nicht negativ werden kann.
Die Spannung am Knotenpunkt von Schalter S, Diode D und Spule L (im Englischen auch mit switching node bezeichnet) weist beim Betrieb steile Spannungssprünge auf. Beim Lückbetrieb tritt darüber hinaus eine Phase auf, bei der Schalter S und Diode D gleichzeitig sperren (nicht leiten). Hierdurch kann ein aus der Spule und den parasitären Kapazitäten von Schalter S und Diode D gebildeter Schwingkreis zu einer gedämpften Schwingung angeregt werden, die zusätzliche Störausstrahlung verursachen und auch die Bauteile beanspruchen kann. Dieser Knotenpunkt soll daher im Leiterplatten-Layout besonders kurz sein.
Stellt man die Gleichungen nach dem Tastgrad {\displaystyle d} um, so erhält man die (wiederum idealisierte) Steuerkennlinie für nichtlückenden Betrieb:
{\displaystyle d={\frac {U_{A}}{U_{E}}}}.
Die Ausgangsspannung steigt also an, wenn die Einschaltzeit {\displaystyle T_{e}} größer wird (bei gleichbleibender Periodendauer {\displaystyle T}).

### Leistungsbilanz
Bleiben die Verluste der Schaltung unberücksichtigt, ergibt sich folgende Leistungsgleichung:
{\displaystyle P_{\mathrm {E} }=U_{\mathrm {E} }\cdot I_{\mathrm {E} }=P_{\mathrm {A} }=U_{\mathrm {A} }\cdot I_{\mathrm {A} }}
Der reale Abwärtswandler hat seine wesentlichen Verluste in folgenden Bauteilen:
- Spule – sie hat ohmsche Verluste durch ihren Wicklungswiderstand sowie magnetische Verluste im Kernmaterial.
- Schalttransistor – er hat einen Spannungsabfall im eingeschalteten Zustand sowie Schaltverluste (er schaltet in einer endlichen Zeit).
- Freilaufdiode – sie hat eine typische Flussspannung von 0,4–1 V sowie Schaltverluste.

Um die Verluste in der Diode zu verringern, kann man an ihrer Stelle einen gesteuerten MOSFET einsetzen. Man erhält dann eine Synchrongleichrichtung, der Spulenstrom und der Ausgangsstrom können nun negativ werden – die Energieflussrichtung kann sich umkehren.

## Eigenschaften

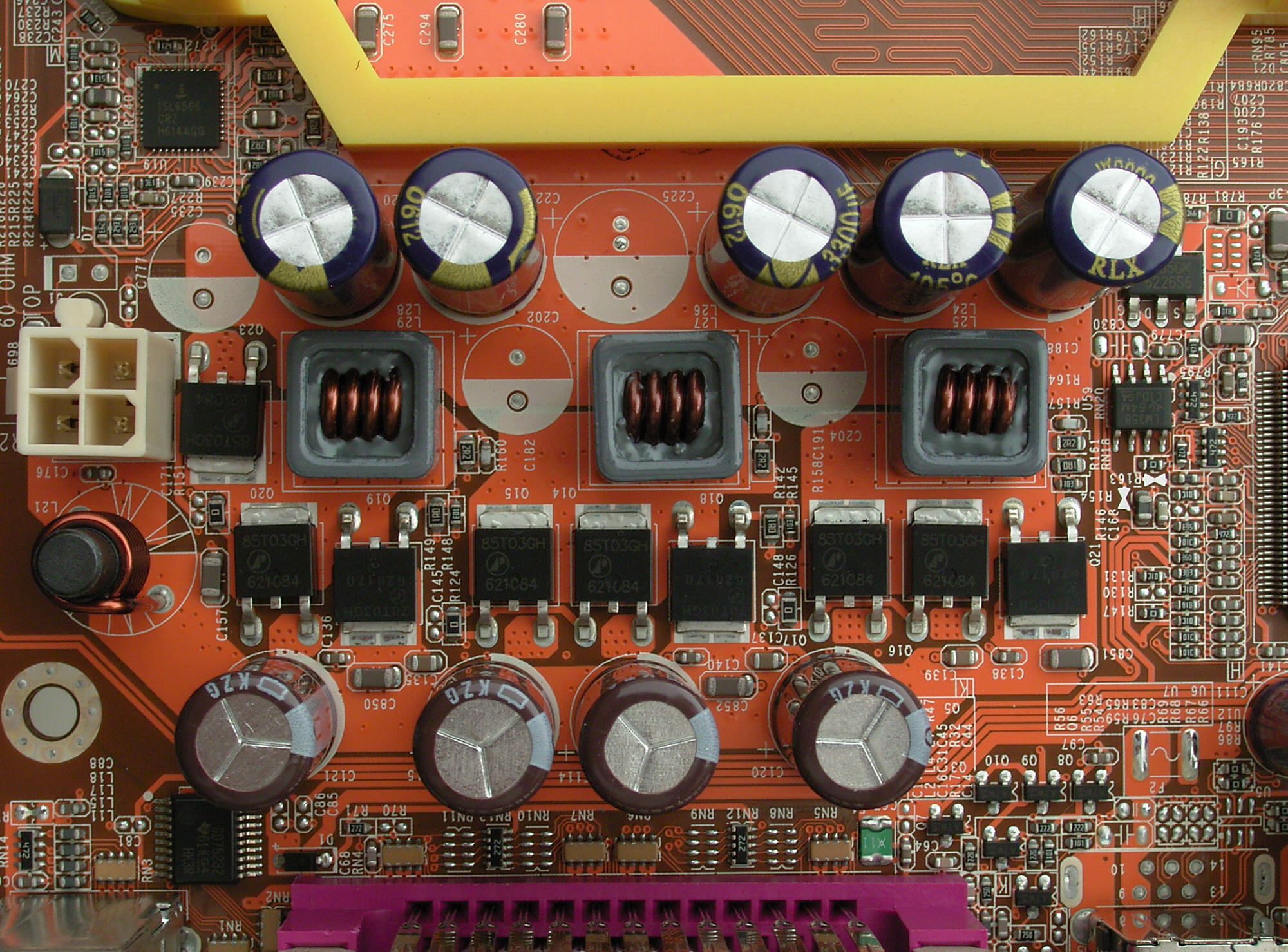
Dreiphasiger Schaltregler (Synchronwandler) zur Stromversorgung des Prozessors auf einer PC-Hauptplatine: gut zu sehen sind die drei Speicherdrosseln, darunter die je 3 MOSFET der drei Halbbrücken. Ganz oben links (Quadrat) der Ansteuerschaltkreis ISL6566

Aus der Leistungsbilanz ergibt sich u. a., dass der Ausgangsstrom eines Abwärtswandlers stets höher als dessen mittlerer Eingangsstrom ist. Jeweils für kurze Zeit fließt jedoch am Eingang ein Strom, der sogar noch etwas höher als der mittlere Ausgangsstrom ist. Daraus ergibt sich, dass besonders bei Abwärtswandlern mit großem Unterschied zwischen Ein- und Ausgangsspannung eingangsseitig ein Stützkondensator mit besonders geringem äquivalentem Serienwiderstand (engl. low ESR) erforderlich ist, um zusätzliche externe Leistungsverluste und Störungen der Speisespannung zu vermeiden.
U. a. diese Problematik führte zur Entwicklung mehrphasiger Abwärtswandler: Sie bestehen aus mehreren parallelen, zeitversetzt gesteuerten Abwärtswandlern kleinerer Leistung, die meist mit einem einzigen Steuerschaltkreis angesteuert werden.
Die Ausgangsspannung des Abwärtswandlers ist stets kleiner als die Eingangsspannung, das heißt, {\displaystyle d} ist stets kleiner als 1.
Die Schaltung muss genau an die (in der Schaltung nicht dargestellte) Last angepasst werden oder der Halbleiterschalter – meist ein Transistor, IGBT oder MOSFET – muss über einen Regelkreis angesteuert werden, um über das Puls-Pausenverhältnis den Stromdurchfluss durch die Last oder die Spannung an der Last zu regeln.
Bei mehrphasigen Abwärtswandlern muss zusätzlich das Stromgleichgewicht zwischen den einzelnen Phasen eingehalten werden.
Meist ist zur ausgangsseitigen Spannungsstabilisierung parallel zur Last noch ein Glättungskondensator geschaltet.
Wird der Abwärtswandler zum Ansteuern von Motoren verwendet, können die Spule L und der Glättungskondensator u. U. auch entfallen, da die Wicklung des Motors meistens bereits eine ausreichende Induktivität darstellt. Zu beachten sind dabei allerdings ggf. die erhöhten Verluste im Motor und die möglicherweise auftretende Störabstrahlung.

## Anwendungen
Im Gegensatz zu Längsreglern weisen Abwärtswandler geringere Verluste auf, wenn sie Ausgangsspannungen erzeugen, die deutlich niedriger als die Eingangsspannung sind. Ihr mittlerer Eingangsstrom ist – im Gegensatz zu Längsreglern – geringer als der Ausgangsstrom.
Anwendungen (Beispiele):
- Bereitstellen von kleineren Spannungen (z. B. 12 V, 5 V) aus 24 V (Industriesteuerungen) oder 18…30 V (Bordspannung von LKW, anderen Fahrzeugen, Schiffen und Flugzeugen)
- Bereitstellung der Prozessor-Versorgungsspannung (1,2…3,5 V) in Notebooks, Servern und Personal Computern (PC)
- Ladegeräte für Akkumulatoren
- Stromquellen für Halbleiterlasern
- Drehzahlregelung bei Gleichstrommotoren
- Betrieb bzw. Regelung von Peltierelementen zum Heizen oder Kühlen
- LED-Stromquellen für Beleuchtungszwecke

Besondere Bauformen sind Klasse-D-Verstärker, Schrittmotor-Treiber oder Frequenzumrichter, bei denen die Pulsdauersteuerung eine Wechselgröße erzeugt.
Es gibt zur Realisierung von Abwärtswandlern monolithische integrierte Schaltkreise (englisch integrated circuit, IC), die einen Teil oder alle Halbleiterbauelemente enthalten, die erforderlich sind, um bei wechselnder Last eine konstante Ausgangsspannung zu regeln und die Leistungshalbleiter vor Überlastung zu schützen.
Für kleine Leistungen werden auch Hybridschaltkreise beziehungsweise Bauteile angeboten, die auch die Speicherdrossel und Kondensatoren enthalten.
Die Ausgangsspannung von Schaltreglern weist aufgrund der Schaltzyklen prinzipiell eine Welligkeit (Dreieck-Ripple) auf. Teilweise wird die Spannung durch ein LC-Filter oder bei hohen Stabilitätsansprüchen gar durch einen nachfolgenden Low-Drop-Linearregler geglättet. Schaltregler erzeugen prinzipbedingt leitungsgebundene Störungen und Funkstörungen. Sie können daher in sehr empfindlichen Anwendungen wenn überhaupt nur unter Beachtung eines EMV-gerechten Designs und evtl. mit Abschirmungen verwendet werden.

## Synchronwandler

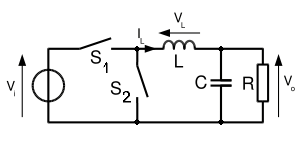
Synchroner Abwärtswandler (ohne Steuerlogik)

Wird im obigen Schaltschema die Diode D durch einen weiteren Schalter S2 ersetzt, samt der für die zeitlich korrekte Ansteuerung notwendigen Steuerlogik, wird daraus der Synchronwandler. Der Name leitet sich von der notwendigen, zeitlich korrekten Ansteuerung der Schalter ab, welche wie bei synchronen Gleichrichtern erfolgt. Der Synchronwandler wird durch Vertauschen von Eingang und Ausgang ein Aufwärtswandler. Die Topologie ist sozusagen die Verallgemeinerung des Ab- und Aufwärtswandlers. Mit ein und derselben Schaltung kann sich die Richtung des Energieflusses umkehren – je nach Tastgrad und dem Verhältnis der Spannungen an beiden Seiten.